# Western Illinois Leathernecks

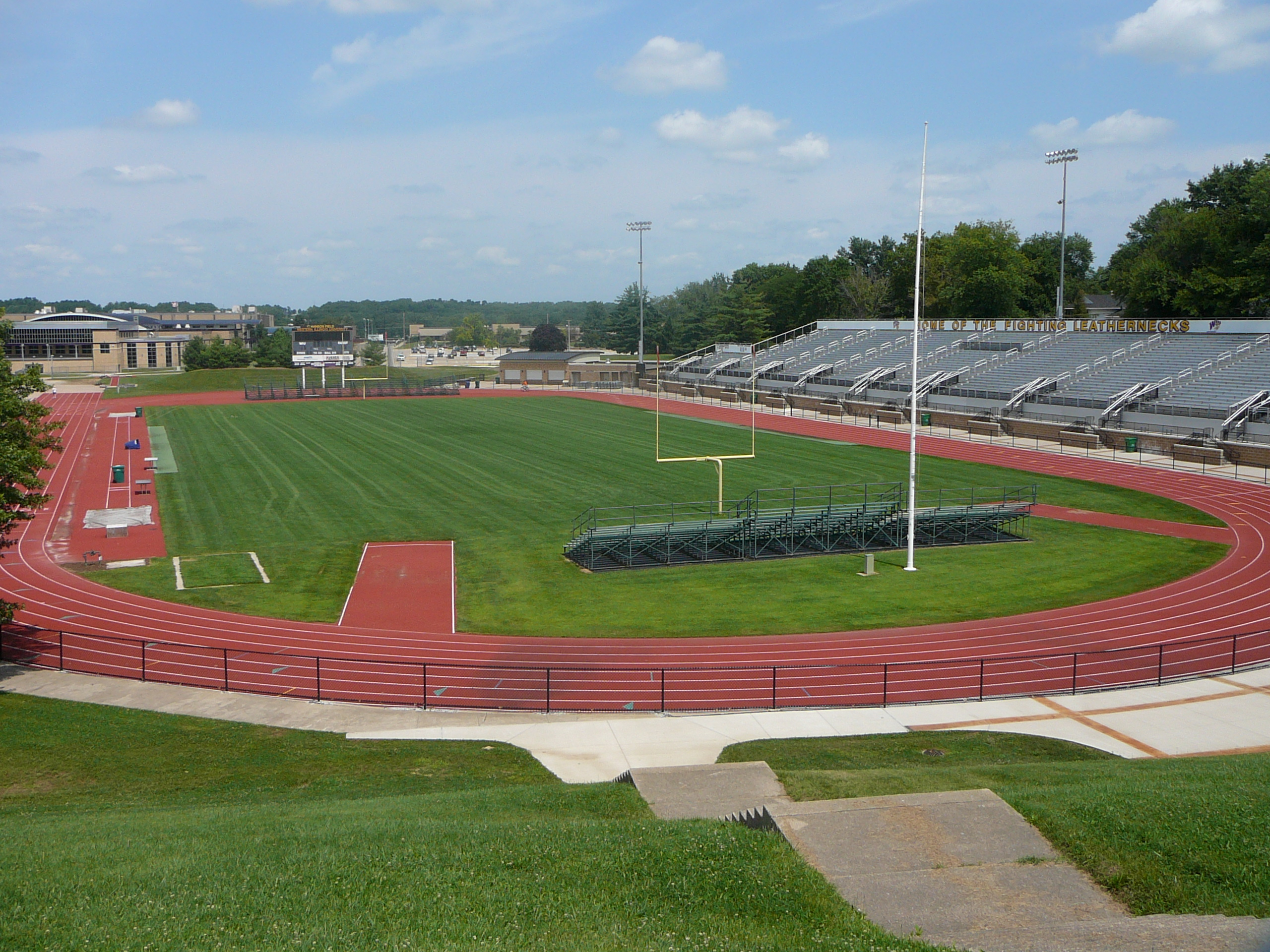
Hanson Field

Western Illinois Leathernecks, también conocidos como Fighting Leathernecks (español: los marines del Oeste de Illinois) es el nombre de los equipos deportivos de la Universidad de Illinois Occidental, situada en Macomb, Illinois.
Los equipos de los Leathernecks participan en las competiciones universitarias organizadas por la NCAA, y se unieron a la Ohio Valley Conference (OVC) en 2023 luego de haber sido miembro de la Summit League desde la creación de esa conferencia en 1982. Los equipos de fútbol americano y fútbol masculino jugarán respectivamente en la Missouri Valley Football Conference y la Summit League hasta la temporada 2023, luego de lo cual ambos se unirán al resto de los equipos de la universidad en la OVC.

## Apodo y mascota
El apodo de la universidad, los Leathernecks, literalmente en español los "cuellos de cuero", y su mascota, un bulldog inglés, están tomados del Cuerpo de Marines de los Estados Unidos desde 1927, cuando Ray Hanson, entonces director atlético de la universidad obtuvo el permiso para homenajear de esa forma al cuerpo militar por sus hazañas en la Primera Guerra Mundial. Western Illinois es la única universidad del país que lleva un apodo de este tipo sin ser una academia militar.
Hasta 2009, los equipos femeninos y los de atletismo se denminaban los Westerwinds, pero en esa fecha la universidad decidió unificar el apodo.

## Programa deportivo
Los Leathernecks compiten en 9 deportes masculinos y en otros 9 femeninos:
| - Masculino - Baloncesto - Fútbol - Fútbol americano - Golf - Natación - Béisbol - Cross - Atletismo - Tenis | - Femenino - Baloncesto - Fútbol - Voleibol - Golf - Natación - Softball - Cross - Atletismo - Tenis |

## Instalaciones deportivas
- Western Hall es el pabellón donde disputan sus competiciones los equipos de baloncesto y voleibol. Tiene una capacidad para 5.139 espectadores y fue inaugurado en 1964.[3]

- Hanson Field es el estadio donde disputan sus encuentros el equipo de fútbol americano y el atletismo. Fue construido en 1950 y remodelado en varias ocasiones, la más importante en 2007. Tiene una capacidad para 16.368 espectadores sentados.[4]

- Alfred D. Boyer Stadium es el estadio donde disputan sus encuentros el equipo de béisbol. Fue construido en 2006 y tiene una capacidad para 500 espectadores.[5]